# Kosei Numata
Kosei Numata (沼田 航征 Numata Kosei?), född 12 januari 2002 i Tokyo prefektur, är en japansk fotbollsspelare.
Numata började sin karriär 2019 i FC Tokyo.